# Великобритания на «Евровидении-2005»
Великобританию на пятидесятом выпуске телевизионного конкурса Евровидение-2005 в Киеве, Украина представляла певица Джавин Хилтон с песней Touch My Fire ("Прикоснись к моему огню"), написанной самой певицей в соавторстве с Джоном Темисом и Джонатаном Шалитом. По итогам голосования она заняла лишь 22-е место из 24, набрав 18 баллов. Тем не менее, Touch My Fire стала предшественницей британской заявки на Евровидение-2006 Teenage Life в исполнении Дэза Сэмпсона. Полуфинал конкурса был показан BBC на канале BBC Three с комментариями Пэдди О'Коннелла, финал конкурса был показан на канале BBC One с комментариями Терри Вогана. Глашатаем, объявлявшим очки британских телезрителей, была Шерил Бейкер, вокалистка группы Bucks Fizz, победившей на Евровидение-1981.

## Предыстория
Перед конкурсом 2005 года Великобритания участвовала на Евровидение 47 раз с момента своего дебюта в 1957 году. Страна выигрывала конкурс пять раз: в 1967 году с песней Puppet on a String в исполнении Сэнди Шоу, в 1969 году с песней Boom Bang-a-Bang в исполнении Лулу, в 1976 году с песней Save Your Kisses for Me в исполнении группы Brotherhood of Man, в 1981 году с песней Making Your Mind Up в исполнении группы Bucks Fizz и в 1997 году с песней Love Shine a Light в исполнении группы Katrina and the Waves. Великобритания также становилась вице-чемпионом рекордные 15 раз, последний из которых был в 1998 году. С 1999 года, когда прежнее правило об обязательном использовании родного языка страны-участницы было отменено, страна имела меньший успех. На Евровидение-2004 певец валлийского происхождения Джеймс Фокс с песней Hold on to Our Love занял 16-е место.

## До «Евровидения»

### Eurovision: Making Your Mind Up 2005
Британская телекомпания BBC с 1957 года отвечает за организацию отбора заявки на Евровидение и трансляцию конкурса. 28 июля 2004 года BBC объявило об участии Великобритании на Евровидении-2005. В 2004 году на смену национальному финалу A Song for Europe, традиционно проводившемуся вещателем, был организован новый национальный отбор под названием Eurovision: Making Your Mind Up. Данный отбор проводился и для выбора заявки 2005 года. BBC в сотрудничестве с фирмой звукозаписи Sony Music отобрала пять финалистов для участия в Eurovision: Making Your Mind Up. Финал состоялся 5 марта 2005 года в телецентре BBC в Лондоне. Ведущими были Терри Воган и Наташа Каплински. Победитель определялся голосами телезрителей по трём блокам: звонки на горячую линию, SMS и онлайн-голосование. Среди конкурсантов была представительница Великобритании на Евровидение-1996 Джина Джи. В поддержку конкурсантов победительница Евровидение-2004 Руслана и представительница Великобритании на Евровидение-1993 Соня Эванс выступили во время антракта. Финал посмотрело 7,5 миллионов зрителей.
| Eurovision: Making Your Mind Up 2005, 5 марта 2005 | Eurovision: Making Your Mind Up 2005, 5 марта 2005 | Eurovision: Making Your Mind Up 2005, 5 марта 2005 | Eurovision: Making Your Mind Up 2005, 5 марта 2005 | Eurovision: Making Your Mind Up 2005, 5 марта 2005 | Eurovision: Making Your Mind Up 2005, 5 марта 2005 | Eurovision: Making Your Mind Up 2005, 5 марта 2005 | Eurovision: Making Your Mind Up 2005, 5 марта 2005 |
| Порядковый номер                                   | Исполнитель                                        | Название песни                                     | Телеголосование                                    | Телеголосование                                    | Онлайн                                             | Всего                                              | Место                                              |
| Порядковый номер                                   | Исполнитель                                        | Название песни                                     | Горячая линия                                      | SMS                                                | Онлайн                                             | Всего                                              | Место                                              |
| -------------------------------------------------- | -------------------------------------------------- | -------------------------------------------------- | -------------------------------------------------- | -------------------------------------------------- | -------------------------------------------------- | -------------------------------------------------- | -------------------------------------------------- |
| 1                                                  | Джавин Хилтон                                      | Touch My Fire                                      | 80                                                 | 30                                                 | 6                                                  | 116                                                | 1                                                  |
| 2                                                  | Tricolore                                          | Brand New Day                                      | 36                                                 | 18                                                 | 4                                                  | 58                                                 | 4                                                  |
| 3                                                  | Джина Джи                                          | Flashback                                          | 14                                                 | 4                                                  | 2                                                  | 20                                                 | 5                                                  |
| 4                                                  | Энди Скотт-Ли                                      | Guardian Angel                                     | 34                                                 | 19                                                 | 8                                                  | 61                                                 | 3                                                  |
| 5                                                  | Кэти Прайс                                         | Not Just Anybody                                   | 60                                                 | 29                                                 | 12                                                 | 101                                                | 2                                                  |

## На «Евровидении»
По правилам конкурса, все страны, кроме страны-хозяйки, стран "большой четвёрки" (Франции, Германии, Испании и Великобритании) и десяти стран, занявших самые высокие места в 2004 году, должны принять участие в полуфинале Евровидения. Десять стран, показавшие лучший результат в полуфинале, проходили квалификацию на выход в финал. Поскольку Великобритания является страной "большой четвёрки", то она автоматически прошла квалификацию на участие в финале 21 мая 2005 года. По результатам жеребьёвки Великобритания должна выступить под номером 2, между Венгрией и Мальтой. По итогам голосования Джавин Хилтон заняла лишь 22-е место из 24, набрав 18 баллов. 12 баллов британские телезрители присудили в полуфинале Ирландии, а в финале - стране-победительнице, Греции. Россия не присудила Великобритании ни одного балла.

### Голосование
| Очки      | Страна     |
| --------- | ---------- |
| 12 баллов |            |
| 10 баллов |            |
| 8 баллов  | - Ирландия |
| 7 баллов  |            |
| 6 баллов  |            |
| 5 баллов  | - Кипр     |
| 4 балла   | - Мальта   |
| 3 балла   |            |
| 2 балла   |            |
| 1 балл    | - Турция   |

| Очки      | Страна     |
| --------- | ---------- |
| 12 баллов | Ирландия   |
| 10 баллов | Дания      |
| 8 баллов  | Румыния    |
| 7 баллов  | Норвегия   |
| 6 баллов  | Израиль    |
| 5 баллов  | Молдова    |
| 4 балла   | Литва      |
| 3 балла   | Исландия   |
| 2 балла   | Нидерланды |
| 1 балл    | Венгрия    |

| Очки      | Страна               |
| --------- | -------------------- |
| 12 баллов | Греция               |
| 10 баллов | Мальта               |
| 8 баллов  | Дания                |
| 7 баллов  | Израиль              |
| 6 баллов  | Латвия               |
| 5 баллов  | Норвегия             |
| 4 балла   | Босния и Герцеговина |
| 3 балла   | Кипр                 |
| 2 балла   | Молдова              |
| 1 балл    | Турция               |